# Рыбий жир
Ры́бий жи́р — животный жир, содержащийся в рыбе и получаемый из рыбы (например, из печени трески). Чаще всего добывается из мяса морских рыб холодных вод мирового океана — скумбрии, сельди и других жирных сортов рыбы.
По состоянию на 2019 год Управление по санитарному надзору за качеством пищевых продуктов и медикаментов США (FDA) одобрило лишь четыре препарата на основе рыбьего жира, а именно Lovaza, Omtryg (оба этиловые эфиры омега-3 жирных кислот), Vascepa (этилэйкозапентаеновая кислота) и Epanova (омега-3 карбоновые кислоты). Ни один из этих препаратов не является рыбьим жиром — все они являются продуктами переэтерификации жирных кислот, содержащихся в рыбьем жире, либо чистыми жирными кислотами.

## История
Рыбий жир использовался для приготовления пищи с давних пор. Ибн-Фадлан, арабский путешественник и писатель первой половины X века, побывавший с посольством в восточной Европе, писал в своём отчёте «Рисала», представляющем собой ценный источник описания быта и политических отношений огузов, башкир, булгар, русов и хазар: «И у них нет ни (оливкового) масла, ни масла сезама, ни жира совершенно, и действительно, они употребляют вместо этих жиров рыбий жир, и всё, что они с ним (этим жиром) употребляют, бывает сильно пахнущим».
Североамериканские индейцы и другие коренные народы многие столетия употребляли рыбий жир в пищу. Более 150 лет назад в Норвегии его стали использовать для лечебных и профилактических целей. В середине XIX века фармацевт Петер Мёллер (норв. Peter Möller) обнаружил, что жители западного побережья Норвегии, которые постоянно употребляли в пищу масло печени трески, отличались более крепким здоровьем. Он разработал метод производства масла из свежей печени норвежской трески, наладил продажу рыбьего жира, использовавшегося до этого в основном для выделки кож.
Во времена СССР советские учёные впервые выдвинули гипотезу о недостатке полиненасыщенных жирных кислот в пище, после чего правительство страны организовало масштабные профилактические меры. В школах и детских садах было введено обязательное принятие рыбьего жира, который принимался детьми в жидкой форме.
В России на производство рыбьего жира идёт низкосортная и малоценная мелкая рыба, в основном колюшка (завод в Калининграде), в других регионах главным объектом жиротопления служат внутренности и отбросы после разделки рыбы.

### Непищевое применение
Непищевое применение рыбьего жира началось в США в XIX веке, где он начал применяться на кожевенных заводах, в красильном деле, заменяя растительные масла (льняное и др.), освещении в рудниках и приготовлении мыла.
Объёмы производства рыбьего жира в США по состоянию на 1882 год было следующим: действовало 97 заводов, в котором было добыто более двух миллионов галлонов рыбьего жира и около 69 000 тонн рыбной муки. К 1894—1895 годам число заводов сократилось до 50, производством занималось 3 400 человек, улов определяется в 500 млн рыб. Сокращение было связано с тем, что рыбная мука, составляющая побочный продукт получения рыбьего жира, превышала ценность собственно жира. Рыбная мука и по сей день экспортируется из США, преимущественно для удобрения виноградников. В Индии значительное количество жира добывается из сельди (C. Neohawii) и акул.
В тех странах, где рыбий жир был доступен и дешевле по себестоимости, чем классическое горючее, его изредка перерабатывали в биодизель (например, в Исландии в 1980-х годах). В настоящее время ведутся разработки рентабельных и экономически выгодных способов переработки рыбьего жира непищевого качества в биотопливо (в частности, биодизель) в местах с крупнотоннажным производством рыбной продукции.

## Добыча и переработка
Производство рыбьего жира ведётся преимущественно двумя способами:
- Первый способ, фабричный, состоит в том, что свежепойманную треску тотчас же вскрывают, вырезают печень, отделяют от неё желчный пузырь и патологически изменённые части, если таковые имеются, тщательно обмывают водой и складывают в большой котёл с двойными стенками для нагревания его водяным паром и иногда с приспособлением для замены в котле воздуха углекислым газом. Сложенную в котле чистую печень для получения рыбьего жира лучшего качества нагревают не выше 50 ℃; выступающий из печени под влиянием этой температуры и давления самой печени жир вычерпывают из котла и отстаивают при температуре около 0 ℃, в Норвегии же часто при −5 ℃; не застывшую, прозрачную, слегка желтоватую часть сливают, и она идёт в торговлю под названием белого рыбьего жира. Оставшуюся в котле печень нагревают затем сильнее при слабом сдавливании и таким путём получают другой сорт рыбьего жира, так называемый красный или жёлтый рыбий жир. При дальнейшем нагревании и выжимании получаются уже бурые сорта, не предназначенные для употребления внутрь.
- Второй способ, как более простой, более доступен отдельным рыбакам, не имеющим возможности сразу же перерабатывать ежедневный улов; состоит он в том, что менее тщательно очищенную печень складывают в бочки, которые по наполнении заколачиваются. Такие бочки, по окончании улова, то есть через 3—4 недели, привозятся домой и вскрываются; в них уже имеется сам собой вытекший жир тёмно-оранжевого цвета, не вполне прозрачный, с довольно резким запахом и горьковатым рыбным привкусом; реакция его всегда кислая. Такой жир употребляется под названием красного рыбьего жира. Оставшуюся печень вываривают с водой и получают бурые сорта жира. Для получения килограмма жира требуется от двух до шести печёнок трески. Большая хорошая печень трески весит около двух килограмм и даёт около четверти килограмм белого жира; красного получается почти в четыре раза больше.

Добыча трескового жира производится главным образом в Норвегии.
Другой страной, где производство рыбьего жира достигло больших размеров и особого высокого технического совершенства, являются США, где центром этой промышленности служит штат Род-Айленд. Здесь на жиротопление идёт массово вылавливаемая американская сельдь. Пойманная неводом рыба доставляется на пароходах к пристани жироперерабатывающих заводов, где устроен элеватор, посредством которого улов поднимается на верхний этаж, где поступает в камеры с парогенератором. Обработанная горячим паром масса рыбы прессуется, отжатый жир собирается и очищается, а оставшийся жмых идёт на производство рыбной муки.

## Состав и свойства
Рыбий жир представляет собой относительно вязкую жидкость светло-жёлтого или красноватого цвета, по консистенции напоминающую растительные масла, но отличающуюся характерным более или менее сильным рыбным запахом, обусловленным клупанодоновой кислотой. Плотность рыбьего жира составляет в среднем около 0,925 г/см3. В остальном физические свойства совпадают с таковыми у большинства масел растительного происхождения.
По химическому составу рыбий жир представляет смесь глицеридов главным образом олеиновой кислоты (более 40 %), затем пальмитиновой (около 25 %), полиненасыщенных жирных кислот группы омега-6 (линолевой порядка 2 %, арахидоновой 2—3 %) и омега-3 (эйкозапентаеновой 6—10 %, докозагексаеновой 10—15 %, докозапентаеновой 2—5 %), малых количеств стеариновой (порядка 1—2 %) и совсем незначительных — уксусной, масляной, валериановой, каприновой и некоторых других. Кроме того, в рыбьем жире содержится примерно 0,3—0,6 % холестерина липохромы, которые под действием раствора серной кислоты даёт характерное красное окрашивание. Также в рыбьем жире могут содержаться такие элементы как иод (0,002—0,04 %), бром, фосфор (до 0,02 %) и сера в виде органических соединений. В рыбьем жире обязательно присутствуют в небольших количествах органические и неорганические производные азота: аммиак, триметиламин, бутиламин, птомаины, придающие жиру горький вкус и неприятный запах.
В зависимости от состава, рыбий жир обладает следующими характерными свойствами: при смешении нескольких капель его с каплей серной кислоты образуются кольца, окрашенные в синий цвет, переходящий в фиолетовый, красный и, наконец, бурый; реакция эта характерна для рыбьего жира и зависит от присутствия холестерина и липохрома; элаидиновая проба даёт отрицательный результат, что позволяет открыть подмесь невысыхающих растительных масел; иодное число рыбьего жира составляет примерно 130 единиц, что позволяет открыть подмесь высыхающих растительных масел. Кроме того, рыбий жир легко поддаётся окислению кислородом воздуха и легко эмульгируется.

## Применение в качестве БАДа
Основная ценность рыбьего жира — это достаточно высокое содержание в составе липидов полиненасыщенных жирных кислот (ПНЖК), в частности омега-3- и омега-6-ненасыщенных жирных кислот. Однако, современные исследования показывают, что у пациентов с сахарным диабетом без сопутствующих кардиоваскулярных заболеваний длительное применение омега-3 ПНЖК не приводит к снижению риска появления серьёзных сердечно-сосудистых заболеваний.
Различают два сорта рыбьего жира: очищенный (светло-жёлтый) и неочищенный (буровато-жёлтый). Первый добывается фабричным способом. Фабричному сорту рыбьего жира, ввиду отсутствия в нём резкого запаха и вкуса, отдают предпочтение перед различными сортами рыбьего жира, приготовленного примитивными способами. Так, употребление рыбьего жира, который не очищен в достаточной мере от примесей и продуктов разложения рыбьей печени, нередко ведёт к расстройству пищеварения и поэтому не могут назначаться продолжительное время.
Медицинское значение рыбьего жира зависит почти исключительно от содержащихся в препарате жиров; другие составные части, как йод, бром, фосфор, желчные пигменты и соли, находятся в столь незначительных количествах, что не могут проявить присущего им терапевтического действия. Рыбий жир легче образует эмульсию по сравнению с другими жирами, поэтому он лучше усваивается в ЖКТ, а также легче других жиров проникает через поры клеточных мембран и быстрее окисляется.
Рыбий жир допускается употреблять в относительно больших количествах, по 15—30 мл несколько раз в день, и сравнительно продолжительное время. Не рекомендуется употреблять рыбий жир людям страдающим от ожирения, так как это приводит к дальнейшему набору веса.
Назначение рыбьего жира обычно имеет целью повысить поступление в организм незаменимых жирных кислот, поэтому рыбий жир назначается при рахите, анемии, истощении после тяжёлых заболеваний, а также против куриной слепоты. Некоторые люди могут иметь непереносимость рыбьего жира.
При катаральных заболеваниях желудка и кишок назначение рыбьего жира может ещё сильнее ухудшить состояние пищеварительных органов. То же может произойти при лихорадочных заболеваниях. Нередко рыбий жир назначается вместе с другими добавками, например с йодом, железом, но такие комбинации не представляют каких-либо преимуществ перед отдельными приёмами каждого медикамента.
Также рыбий жир содержит незначительные количества витамина A и витамина D и исторически стал применяться именно из-за способности витамина D предотвращать рахиты и другие симптомы, возникающие вследствие его недостатка. В то же время из-за низкого их содержания, а также из-за наличия других более дешёвых и богатых источников, в этом качестве рыбий жир утратил своё значение.
В зависимости от сорта рыбы содержание в рыбьем жире эйкозапентаеновой (EPA) и докозагексаеновой кислот (DHA) может сильно отличаться. Кроме того, стремясь сделать продукт более дешёвым, некоторые производители значительно разбавляют исходный рыбий жир растительными маслами. Несмотря на упоминание на упаковке БАДа, что для покрытия суточной нормы нужно будет принимать сразу несколько капсул, покупатели часто не обращают на это внимание.
Также следует помнить о том, что суточной нормой является потребление примерно один грамм омега-3-ненасыщенных жирных кислот в сутки в виде EPA и DHA. Кроме того рыбий жир — это биологически активная добавка к пище, которая отнюдь не представляет собой лекарственное средство.
Пациенты из группы риска сердечно-сосудистых заболеваний часто принимают рыбий жир с целью снизить уровень холестерина (липопротеинов низкой плотности) в крови, однако он не влияет на их уровень.

## Безопасность
Жир, полученный из печени хищных сортов рыб (например, таких как акула, рыба-меч, скумбрия, тунец и другие), обычно содержит высокое содержание омега-3 жирных кислот. Однако из-за своего положения на вершине пищевой цепи эти виды также могут накапливать токсичные вещества путём биомагнификации. По этой причине рекомендуется исключать, или по крайней мере ограничивать, потребление (особенно женщинами детородного возраста) мяса и жира таких видов рыб из-за высокого содержания ртути. Кроме того в жире хищных видов рыб также могут аккумулироваться в небезопасных концентрациях диоксины и другие хлорированные циклодиеновые инсектициды.
Поскольку рыбий жир используется в качестве корма для аквакультуры (в частности, для кормления лосося, выращиваемого на ферме), то следует учитывать возможное попадание и аккумуляцию токсинов в получаемой продукции.